# Ischnostomiella
Ischnostomiella är ett släkte av skalbaggar. Ischnostomiella ingår i familjen Cetoniidae.
Kladogram enligt Catalogue of Life:
| Ischnostomiella | \| \| Ischnostomiella denticeps \| \| \| \| \| \| Ischnostomiella werneri \| \| \| \| |
|                 | \| \| Ischnostomiella denticeps \| \| \| \| \| \| Ischnostomiella werneri \| \| \| \| |
|                 | Ischnostomiella denticeps                                                             |
|                 |                                                                                       |
|                 | Ischnostomiella werneri                                                               |
|                 |                                                                                       |